# Actas de Marusia
Actas de Marusia (übersetzt: „Aufzeichnungen aus Marusia“) ist ein mexikanischer Film aus dem Jahr 1975 unter der Regie des chilenischen Filmemachers Miguel Littín. Der Film basiert auf einem Roman von Patricio Manns (1974), der durch das Massaker von Marusia im Jahr 1925 inspiriert wurde.

## Handlung
Der Film zeigt, wie schrecklich das Leben für die Arbeiterklasse in Chile während der „Salpeter-Ära“ (1880–1929) war. Alle Versuche, Arbeitergewerkschaften zu gründen, wurden mit Gewalt unterdrückt.
Eine Bergbaustadt im Norden Chiles war 1925 Schauplatz des Massakers von Marusia, als die Regierungsbehörden die Anwendung brutalster Gewalt gegen die Bergarbeiter erlaubten, um die Kontrolle ausländischer Unternehmen über die Ausbeutung der Bodenschätze zu sichern. Trotz des Widerstands einiger Arbeiter wird die Stadt zerstört und ihre Bevölkerung ausgelöscht.

## Veröffentlichung
In der DDR wurde der Film zum ersten Mal am 18. Februar 1979 auf DFF 1 in einer deutsch synchronisierten Fassung ausgestrahlt.

## Rezeptionen
Er wurde für den Oscar als bester internationaler Film nominiert und lief 1976 bei den Filmfestspielen von Cannes.